# Dziedzictwo templariuszy
Dziedzictwo templariuszy (ang. The Templar Legacy) – pierwsza powieść Steve’a Berry, w której pojawił się główny bohater Cotton Malone.

## Rys historyczny
1118: Jerozolima, Ziemia Święta. Dziewięciu rycerzy tworzy "Zakon Ubogich Rycerzy Chrystusa i Świątyni Salomona". Król Baldwin II daje im część swego pałacu, zbudowanego na ruinach świątyni Salomona. Stają się templariuszami.
1307: Jacques de Molay, wielki mistrz templariuszy, został aresztowany na rozkaz Filipa IV Pięknego. Pomimo tortur milczy na temat skarbu templariuszy i ginie spalony na stosie.
2006: Cotton Malone, były agent amerykańskiego Departamentu Sprawiedliwości i jego przyjaciółka Stephanie wchodzą w posiadanie dokumentów dotyczących słynnego skarbu. Rozpoczynają poszukiwania, które doprowadzą ich do serca tajemnicy: Rennes-le-Château.

## Fabuła
Były agent Cotton Malone przechodzi na emeryturę i wiedzie spokojne życie kopenhaskiego antykwariusza. Zostaje wmieszany w aukcję książki, w której są zawarte wskazówki dotyczące położenia legendarnego skarbu templariuszy. Pomaga swojej byłej przełożonej Stephanie Nelle, która ma zamiar dokończyć dzieło tragicznie zmarłego męża, przez wiele lat starającego się wyjaśnić zagadkę zaginionego skarbu. Zadania nie ułatwia fakt, że ich śladami podążają wciąż żyjący templariusze, którzy pod przewodnictwem demonicznego Raymonda de Roquefort starają się odkryć najcenniejszą tajemnicę Zakonu Świątyni Salomona. Wówczas zdobyliby władzę, o jakiej nie śniło się żadnemu śmiertelnikowi od czasu, gdy siedemset lat temu, po długich torturach i spaleniu na stosie, zmarł ostatni wielki mistrz templariuszy, Jakub de Molay.